# Музыкальная литература
Музыкальная литература (лат. musica litteris) — предмет, изучающийся в средних и высших музыкальных учреждениях. Основа предмета — изучение творческой деятельности, а также биографии композиторов, являющихся классиками в мировой музыке.

## История возникновения как учебного предмета
Предмет «музыкальная литература» — достояние исключительно отечественной системы музыкального образования. Система музыкального образования в России исторически сложилась как трехзвенная: музыкальная школа — училище — ВУЗ. Каждое звено выполняет определённую функцию: музыкальная школа обеспечивает общее музыкальное воспитание, училище и ВУЗ — профессиональное обучение.
Современная модель музыкального образования окончательно сформировалась к концу 30-х годов XX века, когда произошло расслоение на низшую, среднюю и высшую ступени. В дореволюционной же практике обучения музыке прочное место занимали частные уроки по игре, пению или композиции. При этом музыкально-теоретических и музыкально-исторических сведений учащиеся, как правило, не получали. Лишь отчасти восполнить этот пробел помогали публичные лекции, устраивавшиеся в Петербурге с 1830-х годов. Большую роль в распространении музыкальной культуры сыграли также музыкальные классы при средних и высших образовательных учреждениях, гимназиях, училищах, университетах. Особо необходимо отметить женские закрытые институты, система обучения которых включала не только игру на инструменте, но и сольфеджио, гармонию, педагогическую практику. Подобная схема впоследствии была положена в основу учебного плана консерваторий, где одним из важнейших предметов учебного плана стала история музыки.
Содержание же предмета «музыкальная литература» было разработано выдающимся историком музыки, профессором Московской консерватории Валентином Эдуардовичем Ферманом на рубеже 30 — 40-х годов XX века. Идея заключалась в том, чтобы предварить изучение курса истории музыки таким предметом, который обеспечил бы знание прежде всего музыки. Основную базу было решено сосредоточить в среднем звене системы музыкального образования.

## Предмет изучения
Общая цель курса состоит в приобщении учащихся к сокровищнице наследия мировой музыкальной культуры. Если говорить конкретнее — это расширение музыкального кругозора, привитие интереса и любви к музыке, развитие художественного вкуса, развитие активного, осознанного восприятия музыкального произведения.
В отличие от музыкальных училищ и курсов истории музыки в ВУЗах, детских музыкальных школах и т.п, этот предмет направлен по большей части на эстетическое воспитание: научить слушать, воспринимать и понимать музыку; воспитать грамотного слушателя, любителя музыки. В курсе изучения важное место занимает предмет «слушание музыки», который направлен на решение основных задач музыкально-исторического образования в школе. Музыкальная школа предполагает общую музыкальную подготовку. Поэтому наиболее известные педагоги придерживаются мнения, что хронологический характер прохождения материала необязателен. Например, особенность программы Е. Б. Лисянской — слышим, затем говорим — идет от слухового восприятия. Накопление фактов и знаний — это вторичный материал, дополняющий слуховые впечатления.
Курс музыкальной литературы является одним из важнейших в системе музыкальной подготовки учащихся. Это предмет, занятия по которому, наряду со специальностью (фортепиано, гитара, баян, вокал и т. д.) и сольфеджио, проходят в течение всего периода обучения. Синтезирующий по своей природе, он объединяет в себе элементы музыкально-исторических, музыкально-теоретических, эстетических и общегуманитарных знаний. Приобретаемые в процессе занятий навыки необходимы для формирования как музыканта-любителя, так и музыканта-профессионала. Они связаны в первую очередь с воспитанием единства слухового, эмоционального восприятия и логического мышления.
Особенностью предмета являются разносторонние связи с другими дисциплинами. На уроках музыкальной литературы происходит углубление и совершенствование знаний, полученных при изучении сольфеджио и специальных предметов. Так, например, на уроках одновременно происходит закрепление навыков: слухового анализа; анализа по нотам; умение на практике применять исполнительские навыки и по сольфеджио.